# テンギス油田
テンギス油田（テンギスゆでん、英語: Tengiz Oilfield、カザフ語: Теңіз мұнай кен орны、テンギスはテュルク諸語で海を意味する）はカザフスタン西部アティラウ州、カスピ海北東岸沿いの低湿地帯にある油田である。油田の総開発面積は約2,500km2であり、この開発計画の中には油田の探索作業とともにより小さなコロレフ油田（Korolev field）の開発も含まれている。
テンギス油田は南北19km、東西21kmの大きさである。油田は1979年に発見され、テンギス油田は現代に入った後に発見された油田の中では有数の規模の油田となっている。テンギス油田の北350kmの地点にあるアティラウという街はテンギス油田への玄関口となっている。テンギス油田の石油への安全性確保のため、多くの国がパイプライン構築において地政学上の競争を繰り広げている。
テンギス油田はテンギスシェブオイルが管理を行っており、40年間に渡り何十億バレルの石油を採取してきた。テンギスシェブオイル (TCO)のコンソーシアムは1993年4月に設立されて以降、テンギス油田の開発を行ってきた。テンギスシェブオイルのパートナーはシェブロン (50%)、エクソンモービル (25%)、カザフスタン政府の代理であるカザフスタン石油 (20%)、ルクオイル (5%)である。
2001年、テンギス油田から石油を黒海沿岸にあるロシアのノヴォロシースクの港へと運ぶため、全長1,505kmのカスピ海パイプラインコンソーシアムパイプラインに対してパートナー企業は27億USドルを投資した。 2001年3月に開通式が行われた（2001年10月に最初の石油タンカーによる石油の積載が行われた）パイプラインは60万バレル/日（95,000m3/日）の石油を運んでおり、2010年には70万バレル/日（110,000m3/日）、最終的な最大出力は150万バレル/日（240,000m3/日）となる予定である。
テンギス油田の西約130kmの地点にあるカシャガン油田は過去30年間において発見された中では世界最大の油田であり、テンギス油田と合わせると、アメリカ合衆国の総石油埋蔵量220億バレル（35億m3）に匹敵する。カザフスタンはロシアの影響力を減らすため、アゼルバイジャン、ジョージア、トルコもしくはイランを通って石油を運ぶカスピ海横断石油パイプラインのような新たな石油運送ルート建設を検討中である。

## 埋蔵量と採掘量
テンギス油田の石油埋蔵量は約250億バレル（40億m3）と推定されており、世界第6位の大きさの油田である。テンギス油田とコロレフ油田の回復可能な石油埋蔵量は約60～90億バレル（0.95～1.4億m3）と推定されている。コロレフ油田単独では15億バレル（0.24億m3）であり、テンギス油田の6分の1のサイズとなっている。他の多くの油田と同じく、テンギス油田にも大量の天然ガスが埋蔵されていることがわかっている。テンギス油田は世界有数の油田であり、メキシコのカンタレル油田と埋蔵量がほぼ等しい。
テンギス油田から採掘される石油には大量の硫黄（最大17％）が含まれており取り除く必要が有るため、2002年12月時点で油田付近には約600万トンの巨大な硫黄の山が出来上がっている。当時、約4,000トン/日の硫黄がさらに積み上げられていた。2007年10月3日、カザフスタン環境省は硫黄が積み上げられることにより起きた被害により、TCOに対して罰金を科すと発表した。
2002年、TCOはカザフスタン国内の石油総採掘量の3分の1に当たる28.5万バレル/日（45,300m3/日）を採掘していた。2003年1月、カザフスタン政府による物議を醸す交渉の結果、TCOコンソーシアムのメンバーは2006年までに約45万バレル/日（72,000m3/日）まで石油採掘量を増加させる30億USドルの拡張プロジェクトを開始した。2008年9月、シェブロンはテンギス油田の拡張プロジェクトの主要部は完了し、最大採掘量が54万バレル/日（86,000m3/日）まで増加したと発表した 。2012年、シェブロンはテンギス油田の1日あたりの総採掘量が25～30万バレルにまで増加、1日あたりの生産量の上限が50万バレルに達したと発表した。
地政学的競争が激しいエリアであることから、テンギス油田の石油を運ぶルート建設が取り沙汰されている。テンギス油田から採掘される石油はもともとカスピ海パイプラインコンソーシアム（CPC）プロジェクトにより、ロシアの黒海沿岸の港街ノヴォロシースクへと運ばれていた。バクー＝トビリシ＝ジェイハン・パイプラインはロシアのパイプラインへの依存を回避するため、アメリカ合衆国とイギリスが関心を持つ代替となるパイプラインであり、アゼルバイジャンからの主要原油輸出ルートである南カスピ海に端を発するルートである。さらに、トタルは地政学上の観点から、イランを通過し、理論的には一番安価な南部のパイプラインルートに関心を持っているが、アメリカ合衆国はこのパイプライン建設に賛同していない。

## 環境問題
テンギス油田から採掘される石油は高熱かつ高圧の状態から吹き出しており、世界でも最大の高圧状態であると考えられている。また、噴き出している原油には有毒な硫化水素を豊富に含むガスが大量に含まれている。1985年に発生した爆発事故では、一人が死亡し、140km離れた地点から見えるほどの200mの高さの火柱を引き起こす事となった。致死性ガスによりソビエト連邦の消防士は迅速な消火が不可能であった。噴出口は1年間に渡って燃え続け、最終的に噴出口に蓋がなされた。
カザフスタン政府は硫黄の取り扱いに対しより厳しい規則を設けた。2006年、カザフスタン政府はテンギスシェブオイルに罰金を科すと警告した。2007年、政府はテンギスシェブオイルに6.09億USドル（744億テンゲ）の罰金を貸すと発表した。規則違反の中にはテンギス油田における膨大な硫黄ブロックの緩やかな増加が含まれていた。報道によると、テンギスシェブオイルは2003年に地上への硫黄貯蓄のため7,100万USドルの罰金を科されており、これは上訴により700万USドルにまで減らされていた。環境保護省によると、テンギス油田付近には石油採掘の結果1,000万トンを超える硫黄が積み上げられている。
政府は3,500人が住むサリカミシュ村の住民をアティラウ周辺まで移動させて新しい住居を提供する決定を下した。住居移動プログラムにはテンギスシェブオイルにより投資が行われ、2004年から2006年にかけて行われた。 この計画にかかった費用は7,300万USドルであった。
2007年に刊行されたWilliam T. Vollmannの書籍「貧しき人々（Poor People）」の中で、Vollmannはサリカミシュ村とアティラウの原住民、及びこれらの街におけるテンギスシェブオイルの存在の効果に対し多くの頁を割いている。Vollmannは著書の中で、サリカミシュ村の人々には深刻かつ広範に渡る健康上のリスクが発生していると述べている。さらに、Vollmannは原住民の居住地移動は強制的に行われたためテンギスシェブオイルの補償は十分とはいえず、彼らは新たな街で以前の住居に匹敵する暮らしができていないと述べている。

## 地質
テンギス油田の石油貯蓄層は巨大な石灰岩が占めており、元は十分に深い北カスピ堆積盆地の上に形成された大規模な環礁もしくは岩礁であった。環礁はサンゴや層孔虫のような海洋生物によりほとんどが石炭紀に構築されたものであるが、岩礁の中にはペルム紀後期もしくはデボン紀初期の間に形成されたと考えられるものもある。貯蓄層は分厚く不浸透性のあるペルム紀のクングル岩塩層により覆われている。

## 大衆文化
テンギス油田はジョージ・クルーニーが製作総指揮をとった2005年の映画シリアナの中で登場した。